# S!sters
S!sters — дуэт, представлявший Германию на конкурсе «Евровидение-2019» в Тель-Авиве с песней «Sister» после победы в немецком национальном отборе «Unser Lied für Israel». В финале исполнительницы заняли 25 место из 26.

## История
Дуэт был основан в январе 2019 года. NDR искал двух исполнителей для песни «Sister», написанной Лорелл Баркер, Марин Кальтенбахер, Том Элер и Томас Стенгор. Вскоре песня была представлена на национальном отборе «Unser Lied für Israel». После этого NDR объединил Лауру Кёстель и Карлотту Труман в дуэт группы.
22 февраля 2019 года смогли выиграть национальный отбор Германии, что дало возможность представить страну на конкурс «Евровидение-2019» в Тель-Авиве, Израиль. Они получили 24 балла от международного экспертного жюри и 0 баллов от телезрителей..